# Chen Yunxia
Chen Yunxia (n. 5 decembrie 1995) este o canotoare ce a reprezentat Republica Populară Chineză, medaliată olimpică. A participat la o ediție a Jocurilor Olimpice (2020) în care a câștigat o medalie de aur.

## Participări
Lista de mai jos prezintă principalele competiții la care a participat Chen Yunxia de-a lungul carierei.
- Canotaj la Jocurile Olimpice de vară din 2020 - Patru vâsle feminin[2]